# Paolo Rui
Paolo Rui (Milano, 4 maggio 1962) è un illustratore italiano.

## Biografia
Dopo gli studi all'Accademia di Belle Arti di Brera e all'Art Center College of Design di Pasadena, Paolo Rui ha cominciato una carriera come illustratore free-lance in ambito editoriale e pubblicitario. Si afferma così come uno dei maggiori illustratori italiani. Dal 1995 al 1999 risiede a Taipei, in Taiwan, per poi tornare a Milano, dove tuttora vive e lavora. Alcuni dei suoi libri sono stati tradotti in Giappone, Corea, Francia, Israele, Svizzera, Brasile e Stati Uniti.
Dal 2001 al 2005 è stato presidente dell'Associazione illustratori. 

## Opere principali
- L'infermiere di Tata, da un'opera di Edmondo De Amicis, Grimm Press, Taiwan
- Il mio nome è Leonardo da Vinci, Grimm Press, Taiwan
- Il mio nome è Vincent Van Gogh, Grimm Press, Taiwan
- Galileo's Diary 1609-1610, Charlesbridge Publishing, USA
- Galileo Galilei and the Leaning Tower experiment, Charlesbridge Publishing, USA